# Robert Englund

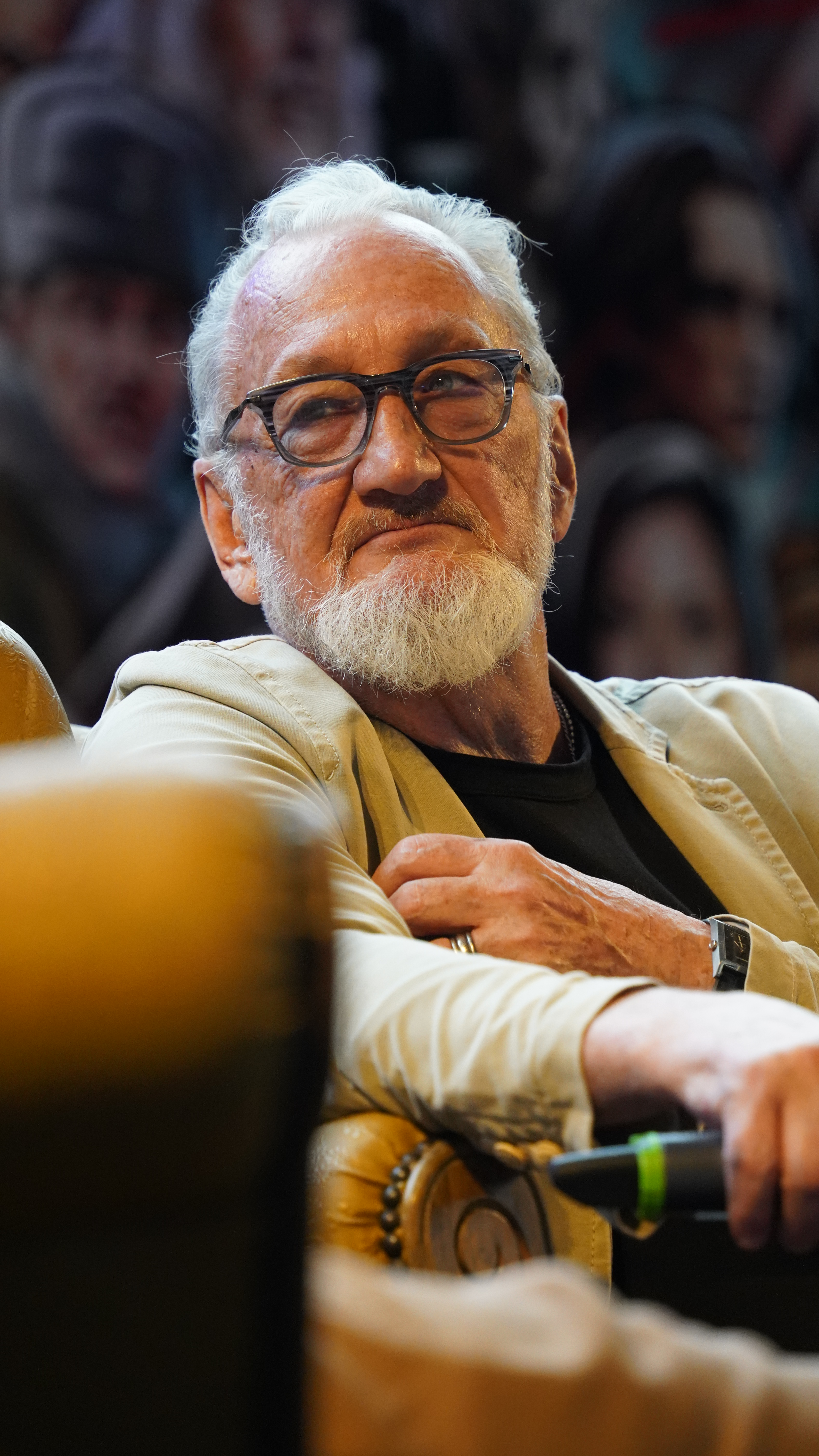
Robert Englund (2023)

Robert Barton Englund (* 6. Juni 1947 in Glendale, Kalifornien) ist ein US-amerikanischer Schauspieler und Regisseur. Weltweit bekannt wurde er als Freddy Krueger in den Nightmare-Filmen.

## Leben
Englund studierte an der California State University, Northridge. 1974 gab er sein Filmdebüt in dem Liebesdrama Buster liebt Billie (Buster and Billie), gefolgt von weiteren Filmaufgaben in zumeist kleineren Rollen, wie beispielsweise im Kriminalfilm Straßen der Nacht (1975) mit Burt Reynolds und Catherine Deneuve, der Filmkomödie Mr. Universum (1976) mit Arnold Schwarzenegger und Jeff Bridges und dem Abenteuerfilm Der Tag der Abrechnung (1976) mit Charles Bronson. Im Jahr 1976 wirkte er in dem Horrorfilm Blutrausch (Eaten Alive) des Regisseurs Tobe Hooper mit, wo Englund einen triebhaften Verrückten mimte. Es schlossen sich weitere Horrorfilme an, bis er nach einer kurzen Phase der Leinwandabstinenz 1984 zurückkehrte und mit der Rolle des Freddy Krueger in den Filmen der Nightmare-Reihe internationale Bekanntheit erlangte.
Aufgrund seiner Popularität als Freddy Krueger absolvierte er in zahlreichen Fernsehserien Gastauftritte. 1989 gab er sein Debüt als Regisseur mit dem Horrorfilm 976-EVIL. In dem britischen Mysterythriller Choose or Die, vertrieben von Netflix, von 2022 verkörpert sich Englund selbst als ikonische Legende des Horrorfilms, indem er in einem fiktiven textbasierten Retro-80er-Jahre-Computerspiel den Meister des Schreckens darstellt, dessen rätselhafte Spielaufgaben zur unheimlichen Realität werden. Im Laufe der Handlung verschwimmen die Grenzen zwischen virtueller Welt und tatsächlicher Wirklichkeit zusehends.
Englund ist in dritter Ehe verheiratet.

## Filmografie (Auswahl)

### Darstellung
- 1974: Buster liebt Billie (Buster and Billie)
- 1975: Slashed Dreams
- 1975: Straßen der Nacht (Hustle)
- 1976: Mr. Universum (Stay Hungry)
- 1976: Der Tag der Abrechnung (St. Ives)
- 1976: A Star Is Born
- 1977: The Last of the Cowboys
- 1977: Young Joe, the Forgotten Kennedy
- 1977: Blutrausch (Eaten Alive)
- 1978: The Courage and the Passion
- 1978: The Fifth Floor
- 1978: Tag der Entscheidung (Big Wednesday)
- 1978: Heißes Blut (Bloodbrothers)
- 1979: The Ordeal of Patty Hearst
- 1979: Sie Sah Den Mörder (Mind Over Murder)
- 1981: Tot & begraben (Dead & Buried)
- 1981: Planet des Schreckens (Galaxy of Terror)
- 1981: Hart aber herzlich (Hart to Hart, Fernsehserie, Folge Es ist nicht alles Glas, was glitzert)
- 1982: Thou Shalt Not Kill
- 1982: Die unheimlichen Zwei (Mysterious Two)
- 1982: Don’t Cry, It’s Only Thunder
- 1983: Journey’s End
- 1983: The Fighter
- 1983: Starflight One – Irrflug ins Weltall (Starflight: The Plane That Couldn’t Land)
- 1983: I Want to Live
- 1983: Hobson’s Choice
- 1983: Ein Fall für Professor Chase (Manimal, Fernsehserie, Folge Urlaub mit Hindernissen)
- 1984–1985: V – Die außerirdischen Besucher kommen (V, Fernsehserie, 19 Folgen)
- 1984: Nightmare – Mörderische Träume (A Nightmare on Elm Street)
- 1985: Nightmare II – Die Rache (A Nightmare on Elm Street Part 2: Freddy’s Revenge)
- 1985: Hunter (Fernsehserie, Folge 2x08: Das Millionen-Dollar-Ding)
- 1986: Fackeln im Sturm (North and South , Fernsehserie, 1 Folge)
- 1986: Lance – Stirb niemals jung (Never Too Young to Die)
- 1986: Knight Rider (Fernsehserie, Folge 4x20 : Der Unheimliche Mönch)
- 1987: Nightmare III – Freddy Krueger lebt (A Nightmare on Elm Street 3: Dream Warriors)
- 1987: Infidelity
- 1988: Nightmare on Elm Street 4 (A Nightmare on Elm Street 4: The Dream Master)
- 1988–1990: Freddy’s Nightmares: A Nightmare on Elm Street – Die Serie (Freddy’s Nightmares, Fernsehserie, 44 Folgen)
- 1989: Nightmare on Elm Street 5 – Das Trauma (A Nightmare on Elm Street 5: The Dream Child)
- 1989: Das Phantom der Oper (The Phantom of the Opera)
- 1990: Ford Fairlane – Rock ’n’ Roll Detective (The Adventures of Ford Fairlane)
- 1991: Freddy’s Finale – Nightmare on Elm Street 6 (Freddy’s Dead: The Final Nightmare)
- 1992: House of Pain (Dance Macabre)
- 1993: Tobe Hooper’s Living Nightmare (Night Terrors)
- 1994: McKenzie und der erpresserische Moderator (A Perry Mason Mystery: The Case of the Lethal Lifestyle, Fernsehfilm)
- 1994: The Mangler
- 1994: Freddy’s New Nightmare (Wes Craven’s New Nightmare)
- 1994: Die Ärztin und der Mörder (Mortal Fear)
- 1995: In Liebe gefangen (The Unspoken Truth)
- 1995: Babylon 5 (Fernsehserie, Folge 3x19: Das Rätsel von Grau 17)
- 1996: The Vampyre Wars
- 1996: Killer Tongue (La lengua asesina)
- 1997: Starquest II
- 1996: Walker Texas Ranger
- 1997: Der Sieg der Zeitungsjungs (The Paper Brigade)
- 1997: Eine schrecklich nette Familie (Married with Children, Fernsehserie)
- 1997: Perfect Target
- 1997: Wes Craven’s Wishmaster (Wishmaster)
- 1998: Road Trip ins Chaos (Meet the Deedles)
- 1998: Dee Snider’s Strangeland (Strangeland)
- 1998: Düstere Legenden (Urban Legend)
- 1999: The Prince and the Surfer
- 2000: Python – Lautlos kommt der Tod (Python, Fernsehfilm)
- 2001: Windfall
- 2001: Charmed – Zauberhafte Hexen (Charmed, Fernsehserie, Folge 4x05: Der Sammler)
- 2002: Kako los son
- 2002: Cold Sweat
- 2002: Wish You Were Dead
- 2003: Freddy vs. Jason
- 2003: Il Ritorno di Cagliostro
- 2003: Nobody Knows Anything!
- 2004: Dubbed and Dangerous 3
- 2005: 2001 Maniacs
- 2006: Behind the Mask (Behind the Mask: The Rise of Leslie Vernon)
- 2006: Hatchet
- 2006: Heartstopper
- 2007: Black Swarm
- 2007: Jack Brooks: Monster Slayer
- 2007: Zombie Strippers
- 2008: Red
- 2009: Fear Clinic (Fernsehserie)
- 2010: Bones – Die Knochenjägerin (Bones, Fernsehserie, Folge 5x17)
- 2010: I Want to Be a Soldier
- 2010: Underground Entertainment: The Movie
- 2010: Supernatural (Fernsehserie, 1 Folge)
- 2010: Chuck (Fernsehserie, 1 Folge)
- 2011: Hawaii Five-0 (Fernsehserie, Folge 2x07: Der Fluch der Geister)
- 2011: Good Day for It
- 2011: The Sexy Dark Ages
- 2011: Inkubus
- 2011: Strippers vs Werewolves
- 2012: Lake Placid 4 (Lake Placid: The Final Chapter, Fernsehfilm)
- 2012: Criminal Minds (Fernsehserie, Folge 7x19: Detective Gassner)
- 2013: Workaholics (Fernsehserie, Folge 3x12: Die TelAmerican Horror Story)
- 2013: Sanitarium – Anstalt des Grauens (Sanitarium)
- 2013: The Mole Man of Belmont Avenue
- 2014: Final Cut – Die letzte Vorstellung (The Last Showing)
- 2014: Fear Clinic (The Movie)
- 2015: Lake Placid vs. Anaconda (Fernsehfilm)
- 2015: Nightmare at Horror Castle (Kantemir)
- 2015: The Funhouse Massacre
- 2016: The Midnight Man
- 2017: Open the Door (Nightworld)
- 2018: Die Goldbergs (The Goldbergs, Fernsehserie, Folge 6x05: Die besseren Eltern)
- 2022: Choose or Die (Stimme)
- 2022: Stranger Things (Fernsehserie, Folge 4x04: Lieber Billy)
- 2023: Abruptio
- 2023: Der Fluch der Natty Knocks (Natty Knocks)

### Regie
- 1989: 976-Evil
- 1989: Freddy’s Nightmares: A Nightmare on Elm Street – Die Serie (Fernsehserie, 2 Folgen)
- 2007: Killer Pad

## Sonstiges
- In der Serie Simon & Simon spielt er einen Straßenspieler (Folge 2x22, Roter Hund beisst seine Tante)
- Robert Englund hat einen Gastauftritt als der Teufel in Folge 11x21 der Sitcom Eine schrecklich nette Familie.
- In Folge 1x13 der Serie MacGyver hatte er einen Gastauftritt als Tim Wexler.
- Robert Englund spielt den „unheimlichen Mönch“ in der Knight Rider-Folge 4x20.
- In Fackeln im Sturm spielt er einen konföderierten Soldaten, der in einem Handgemenge mit einem der Hauptdarsteller, Parker Stevenson, erschossen wird.
- Robert Englund spricht das Intro des Liedes „Lock me up“ von Rocksänger Alice Coopers Album Raise Your Fist and Yell.
- In der Serie Sliders – Das Tor in eine fremde Dimension (Folge „Roboter mit Seele“) spielt Robert Englund den Schöpfer der Roboter.
- In der Serie Ein Fall für Professor Chase (Folge 1x08 „Urlaub mit Hindernissen“) spielt er einen kleinen Hilfsganoven der Mafia.
- In der Folge Treehouse of Horror IX der Serie Die Simpsons aus dem Jahr 1998 leiht er der Zeichentrickversion von Freddy Krueger seine Stimme.
- In der Serie Hawaii Five-0 (Folge 2x07) hatte er einen Gastauftritt als Samuel Lee
- In der Serie Bones (Folge 5x17) hatte er einen Gastauftritt als Hausmeister Ray Buxley
- Im Videospiel Call of Duty: Black Ops erscheint er mit dem Escalation-DLC als spielbarer Charakter im Überlebenskampf-Modus.
- In dem Lied Are You Ready For Freddy der Hip-Hop-Band The Fat Boys rappt er den Part seiner Kultfigur Freddy Krueger und spielt in dem Musikvideo mit.

## Auszeichnungen
- Für die Rolle des Freddy Krueger in Teil 3 und 4 der Nightmare-Reihe erhielt er jeweils eine Nominierung für den Saturn Award als bester Nebendarsteller. 2001 erhielt er von der Academy of Science Fiction, Fantasy & Horror Films einen Sonderpreis für sein Lebenswerk.

## Deutsche Synchronsprecher
Robert Englund wurde in Deutschland in seiner Rolle als Freddy Krueger von Detlef Bierstedt (Nightmare 1,4,5, Freddy vs Jason), Tommi Piper (Nightmare 3), Klaus Kindler (Nightmare 6), Franjo Marincic (Nightmare 2) und Wolfgang Müller (New Nightmare) synchronisiert.
Die Sprecher von Englund wechselten häufiger, so wurde er von Ulrich Frank, Reinhard Kuhnert, Wolfgang Ostberg, Achim Schülke, Holger Mahlich und Henry König synchronisiert. In letzter Zeit war vor allem Jan Spitzer als Synchronsprecher tätig.